# ヨハン・ハインリヒ4世 (ゲルツ伯)
ヨハン・ハインリヒ4世（ドイツ語：Johann Heinrich IV., 1322/3年 - 1338年3月17日）は、ゲルツ伯（在位：1323年 - 1338年）。

## 生涯
ヨハン・ハインリヒ4世はゲルツ伯ハインリヒ3世とベアトリクス・フォン・バイエルン（バイエルン公シュテファン1世の娘）の間の唯一成人した息子である。1323年に父ハインリヒ3世が死去しゲルツ伯位を継承したが幼少であったため、母ベアトリクスと叔父アルブレヒト2世が、後にケルンテン公ハインリヒ6世が摂政となった。1329年以降は、従兄弟アルブレヒト3世（アルブレヒト2世の子）が後見人となった。ヨハン・ハインリヒ4世は若くして死去したため、自身で領地を支配したことはなかった。それにもかかわらず、1332年に9歳でトリエステの行政副長官に選ばれたが、それはトリエステがヴェネツィアに対抗するためゲルツ伯と同盟を結びたいという意図によるものであった。
1335年にヨハン・ハインリヒは、はとこのエリーザベト（ケルンテン公オットー3世の娘）の娘シチリア王女ベアトリーチェと婚約した 。娘ベアトリーチェのためにエリーザベトはチロルおよびケルンテンに対する権利を放棄したが、結局、新たなケルンテンの支配者であるハプスブルク家との和解を考える母ベアトリクスによりこの婚約は解消された。同年、ライバッハで条約に署名し、ヨハン・ハインリヒ4世はローマ王フリードリヒ3世の娘アンナと婚約した。2人はその後すぐに結婚したが、2人の間に子供は生まれなかった。
1338年3月17日にヨハン・ハインリヒ4世は嗣子なく死去したため、叔父アルブレヒト3世の息子であるマインハルト6世（1385年没）、アルブレヒト3世（1374年没）およびハインリヒ5世（1362年没）が継承した。
ヨハン・ハインリヒ4世はフリウーリのロザッツォ修道院に埋葬された。